# ジャフナ半島

ジャフナ県、領域の大半をジャフナ半島が占める

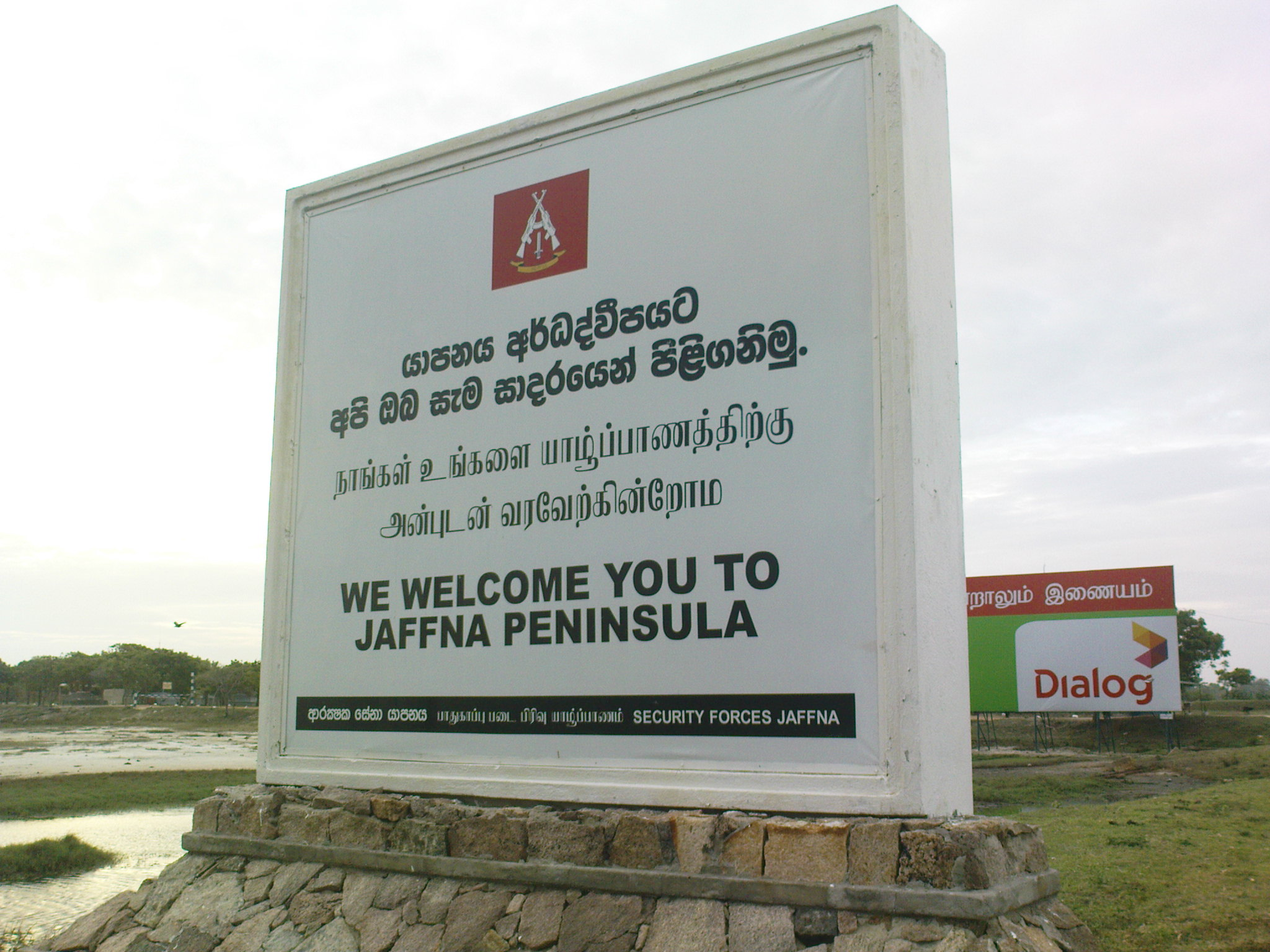
ジャフナ半島入り口の案内板

ジャフナ半島（ジャフナはんとう、タミル語:யாழ்ப்பாணக் குடாநாடு、シンハラ語:යාපනය අර්ධද්වීපය）は、セイロン島の北端に位置する半島。スリランカの行政区域では北部州に位置しており、同州の州都であるジャフナが存在している。古代にはタミル系のナガ族による王国が、中世にはジャフナ王国が存在していた。
半島の大半は海に囲まれており、陸地とは途切れ途切れでしか繋がっていない。その形状は、古代の文献や伝承ではコブラの頭のようである、と表現されていた。